# Sankt Ulrich im Mühlkreis
Sankt Ulrich im Mühlkreis är en ort och kommun i Österrike. Den ligger i distriktet Rohrbach i förbundslandet Oberösterreich, 170 kilometer väster om huvudstaden Wien. 
Kommunen består av sex orter (Ortschaften) (inom parentes invånarantal 1 januari 2024):
- Bairach (37)
- Baumgartsau (17)
- Hötzeneck (95)
- Pehersdorf (99)
- Sankt Ulrich im Mühlkreis (387)
- Simaden (79)